# 브렌트 버트

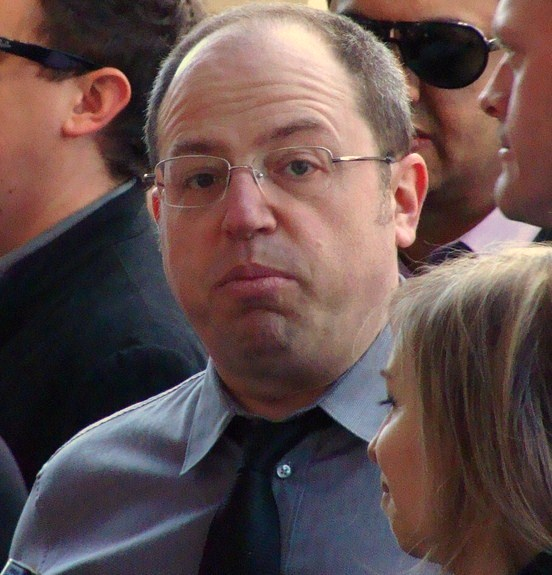

브렌트 버트(Brent Butt, 1966년 8월 3일 ~ )는 캐나다의 배우, 작가, 텔레비전 배우이다. CTV 시트콤 코너 카스에서 브렌트 르로이 역을 맡은 것으로 잘 알려져 있다. Hiccups라는 텔레비전 시리즈를 제작했으며 2013년 영화 노 클루를 썼다.

## 영화
- 폭소 기마 특공대 (1999년) - A Bad Guy in the back 역
- 듀엣 (2000년) - 호텔 점원 역
- 노 클루 (2013년) - 레오 폴룬 역